# هوارد جرينهالغ
هوارد جرينهالغ (بالإنجليزية: Howard Greenhalgh)‏ هو مخرج فيديو موسيقي ‏ بريطاني، ولد في 19 فبراير 1963 في هاليفاكس في المملكة المتحدة.

## وصلات خارجية
- الموقع الرسمي
- هوارد جرينهالغ على موقع IMDb (الإنجليزية)